# ليكا كلافر
ليكا كلافر (مواليد 20 أغسطس 1998) هي لاعبة ألعاب قوى هولندية متخصصة في منافسات العدو السريع. في سباقات 200 متر و400 متر، وفي سباق التتابع 4 × 400 متر، تُعد بطلة العالم لعام 2023 وبطلة العالم داخل الصالات لعام 2024 مع الفريق الهولندي للسيدات.

## روابط خارجية
- ليكا كلافر على موقع الاتحاد الدولي لألعاب القوى (الإنجليزية)
- ليكا كلافر على موقع اللجنة الأولمبية الدولية (الإنجليزية)
- ليكا كلافر على موقع أوليمبيديا (الإنجليزية)
- ليكا كلافر على موقع تيم أن.أل (الهولندية)